# テンヨ武田

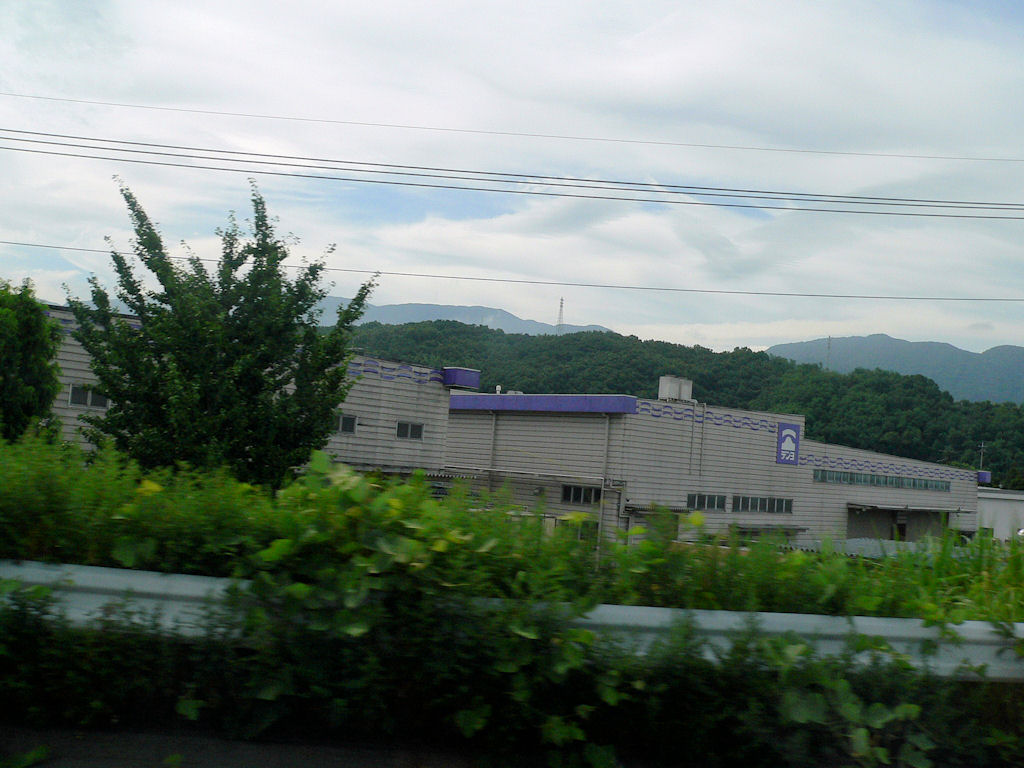
テンヨ武田工場

株式会社テンヨ武田（てんよたけだ）とは、本社を山梨県甲府市に置く醤油、調味料の製造販売会社。子会社として山梨県内食品卸大手の武田食品を抱える。

## 概要
製造している醤油は、『テンヨ醤油』の名前で知られる。他にはだしつゆ「ビミサン」などがある。
創業者の一族は武田信玄の父信虎の末裔。社名は戦国時代、敵の上杉謙信から塩を送られた武田信玄が、これを敵からの塩とは公言できず『天から与えられた塩』『天与のもの』として領民に分け与えたことにちなむ。

## 沿革
- 1872年（明治5年）5月：武田伝右衛門が味噌醤油醸造業を創業。
- 1934年（昭和9年）7月：法人組織に改組し、法人名を株式会社武田本店とする。資本金10万円。
- 1935年（昭和10年）7月：社名を武田醤油株式会社と変更。
- 1948年（昭和23年）6月：牛乳、乳製品の製造を開始（武田牛乳）。
- 1949年（昭和24年）3月：社名を武田食糧株式会社と変更。
- 1954年（昭和29年）10月：液体麹タンク培養法の特許を取得。
- 1955年（昭和30年）4月：和光堂株式会社と共同出資して三協乳業株式会社を設立。後に牛乳、乳製品部門を移管。
- 1975年（昭和50年）5月：資本金を1億円に増資。
- 1994年（平成6年）4月：社名を株式会社テンヨ武田と変更。
- 1996年（平成8年）
  - 1月：卸売り部門を独立し、武田食品株式会社とする。
  - 2月：醤油の短期製造法の特許を取得。
  - 3月：子会社の武田食品と菱食が業務提携。
- 2004年（平成16年）12月：子会社の武田食品と三井物産が業務・資本提携。

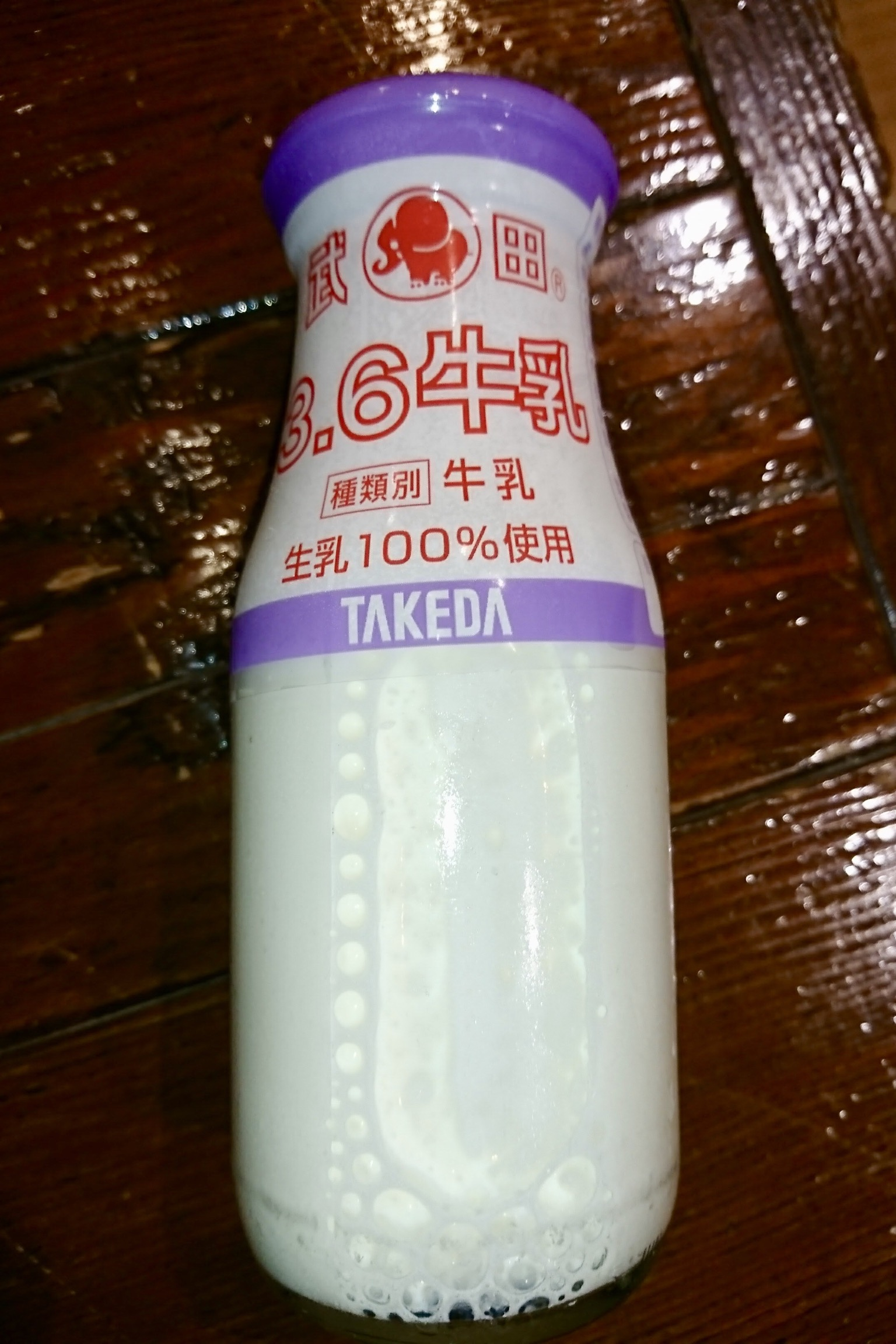
武田3.6牛乳（武田食品へ継承）

## 事業所
本社・総務経理部
- 〒400-0857 山梨県甲府市幸町9番30号

製品本部（甲府南工場）営業一部・二部・製造部
- 〒400-1515 山梨県中央市高部1921-8

東京営業所
- 〒112-0002 東京都文京区小石川5丁目1番7号

札幌出張所
- 〒063-0830 北海道札幌市西区発寒10条5丁目1番5号

## 商品
ここでは家庭用について記述する。
醤油
- 丸大豆特選しょうゆ
- 丸大豆特級しょうゆ
- 丸大豆うす塩しょうゆ
- 丸大豆減塩しょうゆ
- 特選しょうゆ
- 国産小麦丸大豆使用しょうゆ
- 寿司しょうゆ

つゆ
- ビミサンシリーズ
  - だしつゆビミサン（甲信越・静岡県・東北地方を中心に販売。関東地方でも一部イオンにて販売）
1964年（昭和39年）発売。当時「簡単に料理をしたい」というニーズが大きくなっていたことから開発された[1]。商品名の由来は「美味しさを讃える」→「美味讃」と略したところから[1]。
ラベルの女の子は、滝平二郎による切り絵。1972年（昭和47年）に、朝日新聞日曜版に連載されていた滝平の切り絵を見て共感した当時の社長が依頼して製作された。
読売テレビ制作・日本テレビ系『秘密のケンミンSHOW』で「山梨県で一番親しまれている調味料」として紹介されたが、実は2023年現在、販売量は長野県が一番多い（全体の44%）[1]。長野県では一升瓶（1.8L）サイズが最もよく売れる[1]。
  - 北のビミサン（北海道限定販売）
- だしつゆ（関東地方限定販売）
- 讃岐うどんつゆ
- かつお本節つゆ

その他
- 白だし（東日本・北陸地方を中心に販売）
- 北の白だし（北海道限定販売）
- 塩ぽん酢
- 美味ぽん酢
- 甲府鳥もつ煮のタレ
- ひじきをおいしくするたれ
- しょうゆ糀（こうじ）
- 塩糀
- なめ茸
- 甲州 葡萄のお酢

## グループ企業
- 武田食品 - 現在：ハウスウェルネスフーズの源流である武田食品工業（武田薬品工業子会社）とは全く別の会社。